# Ашкани, Али
Али Ашкани (род. 16 ноября 1978, Ардебиль) — иранский борец греко-римского стиля, чемпион и призёр чемпионатов Азии, призёр чемпионата мира, участник летних Олимпийских игр 2000 года в Сиднее и 2004 года в Афинах.

## Выступления на Олимпиадах
На предварительной стадии Олимпиады в Сиднее по очкам победил венгра Иштвана Майороша и грузинского борца Кобу Гулиашвили. В четвертьфинале Ашкани по очкам уступил южнокорейцу Ким Ин Сопу. В утешительной схватке Ашкани победил американца Джима Грюнвальда и в итоге стал пятым.
На предварительной стадии следующей Олимпиады Ашкани по очкам проиграл первую схватку кубинскому борцу Роберто Монсону, а вторую — также по очкам представителю Турции Шерефу Тюфенку. Третью схватку иранец выиграл по очкам у грека Кристоса Гикаса, но это не помогло ему попасть в четвертьфинал и Ашкани занял на этой Олимпиаде 11-е место.